# Motore Opel Ecotec Serie 20DT
I motori Opel Ecotec della Serie 20DT sono una piccola famiglia di motori diesel prodotti dal 1996 al 2004 dalla Casa automobilistica tedesca Opel.

## Caratteristiche e versioni

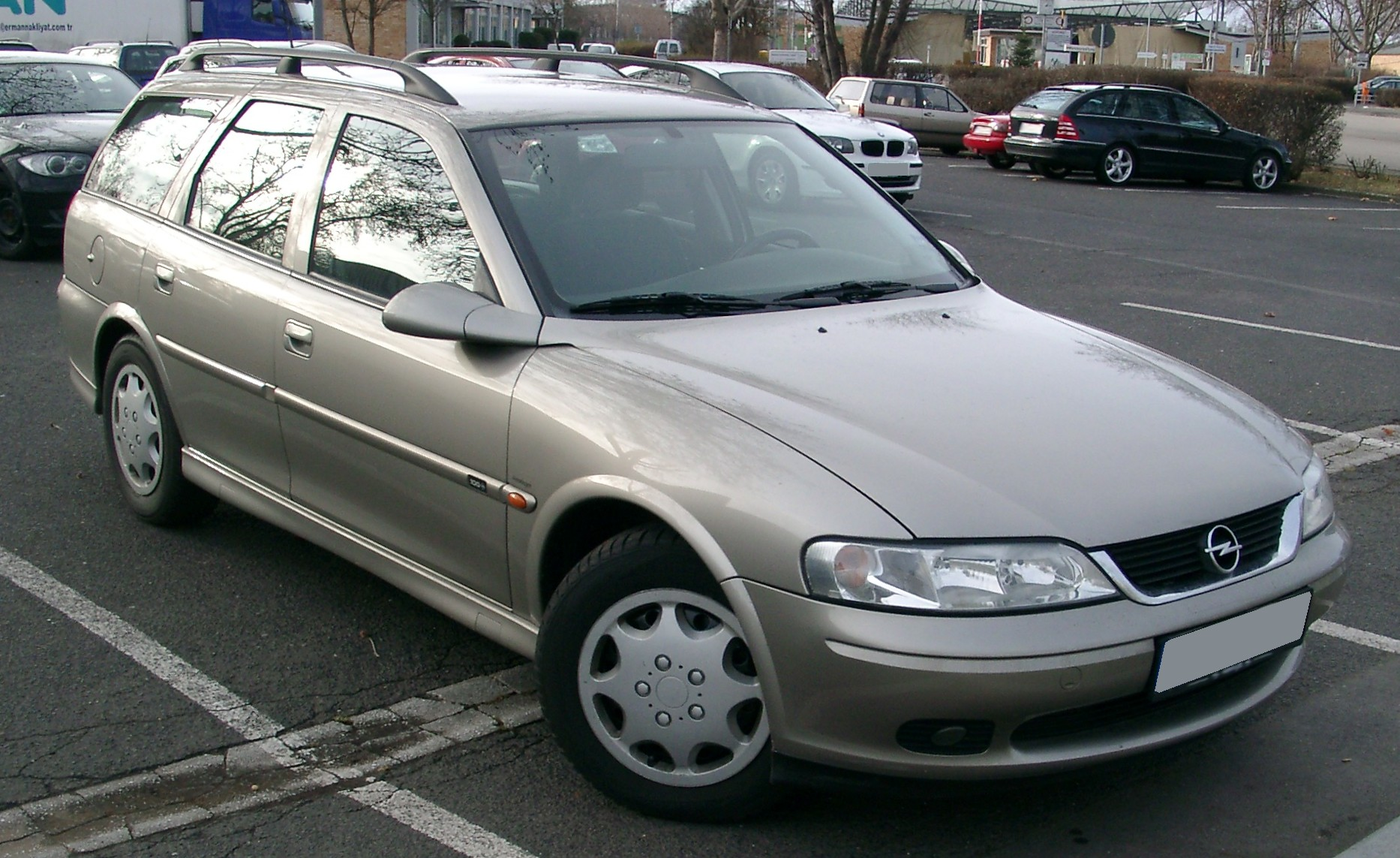
La Vectra B 2.0 DTI 16V è stata la prima Opel a montare un motore della Serie 20DT

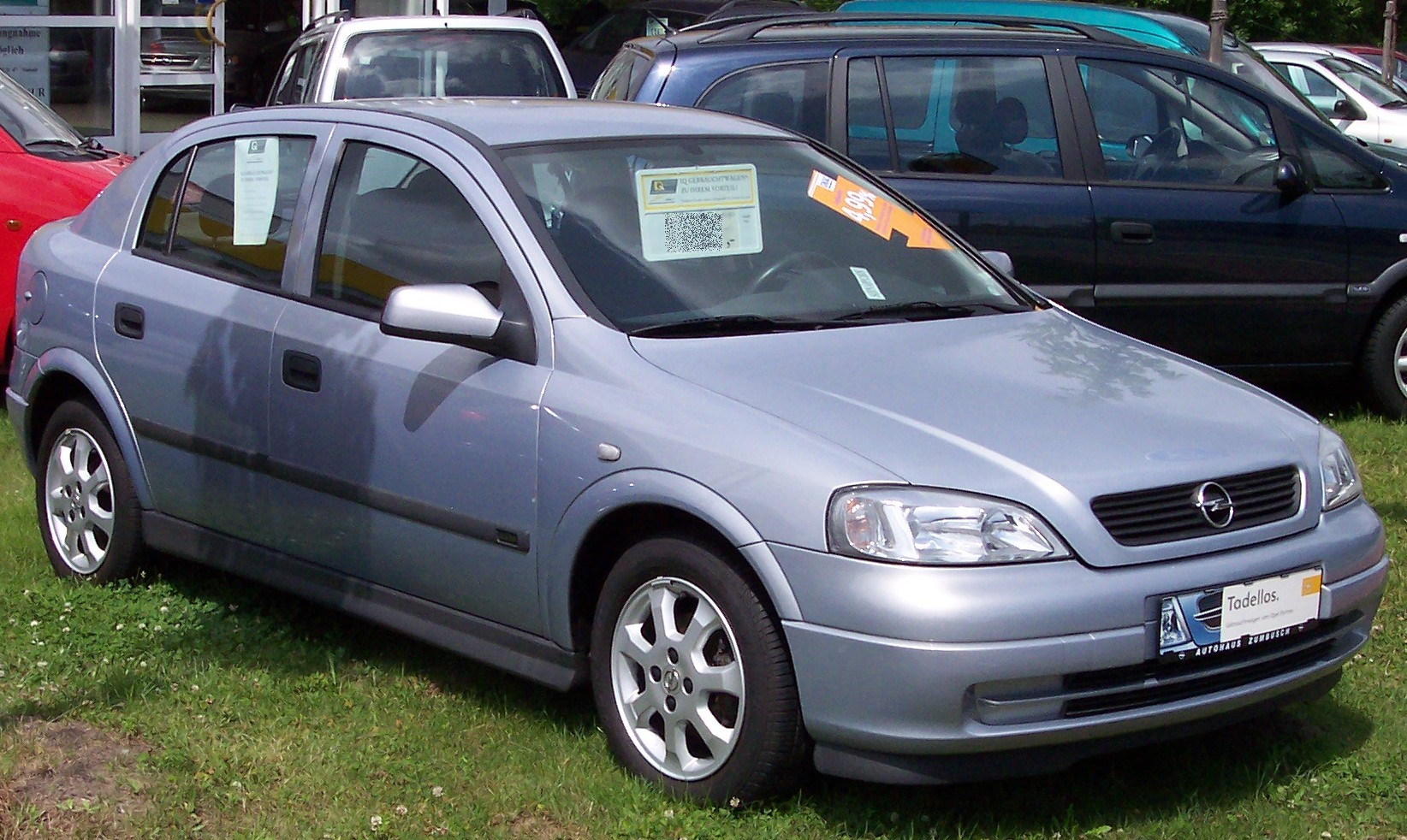
Anche la Opel Astra G, modello di fascia medio-bassa ha utilizzato il 2 litri turbodiesel della Serie 20DT

Si tratta di una piccola famiglia di quattro motori turbodiesel da 2 litri ad iniezione diretta, utilizzati su modelli Opel di fascia media e alta. La prima di queste quattro unità motrici è stata introdotta nel 1996, con lo scopo di sostituire le varianti di punta dei motori 4EE1. Nonostante le prestazioni non molto brillanti, i motori della Serie 20DT rivestono comunque un'importanza notevole poiché rappresentano un passo decisivo verso le successive evoluzioni motoristiche dei motori a gasolio montati dalla Casa di Rüsselsheim. Le caratteristiche comuni ai quattro motori della Serie 20DT sono:
- architettura a 4 cilindri in linea;
- configurazione motoristica di tipo sottoquadro;
- basamento in ghisa;
- testata in lega di alluminio;
- alesaggio e corsa pari ad 84x90 mm;
- cilindrata complessiva di 1995 cm³;
- distribuzione ad un albero a camme in testa mosso da catena;
- testata a 4 valvole per cilindro;
- alimentazione ad iniezione diretta con centralina Bosch;
- sovralimentazione mediante un turbocompressore Garrett;
- sistema di ricircolo dei gas di scarico;
- albero a gomiti su 5 supporti di banco.

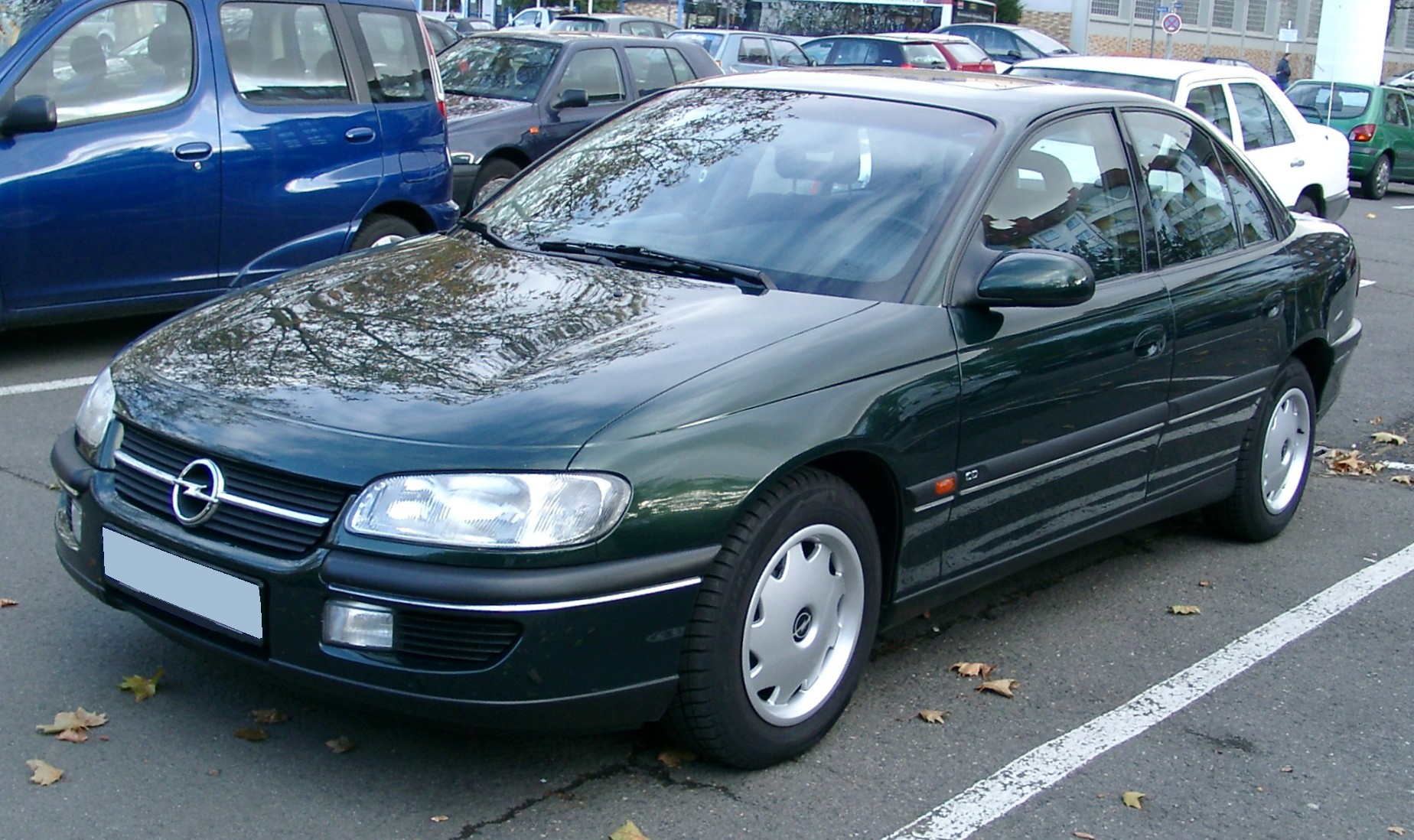
La Omega B 2.0 DTI è stata uno dei modelli di fascia maggiore ad utilizzare il 2 litri della Serie 20DT

I motori della Serie 20DT racchiudono varie particolarità: va citato innanzitutto l'aspetto più unico che raro di abbinare una testata a sedici valvole mosse però da un singolo albero a camme anziché due come sarebbe lecito aspettarsi. Ciò è stato voluto per ridurre gli attriti in gioco durante il funzionamento del motore e ridurre quindi la dispersione inutile di calore, per un migliore rendimento termico. 

Altro aspetto particolare di tali motori sta nell'elevata pressione di alimentazione, che può arrivare a ben 1300-1500 bar, senza fare ancora uso della tecnologia common rail. Ciò garantisce consumi minori ed una riduzione nell'emissione di sostanze inquinanti.

Tutte queste caratteristiche hanno reso i motori della Serie 20DT tra i più innovativi al loro esordio. Le qualità ecologiche di questi motori hanno permesso la loro inclusione nella famiglia Ecotec.

Come già ricordato, questi motori non brillano per prestazioni, ma non sono mai stati concepiti per questo, quanto per privilegiare l'elasticità di marcia e quindi la coppia ai bassi regimi.

Da questi motori, nel 1998 sono stati derivati i motori della Serie 22DT, di cilindrata maggiore.

Di seguito vengono illustrate le caratteristiche ed applicazioni dei motori Ecotec della Serie 20DT.

### X20DTL
La sigla X20DTL contraddistingue il primissimo motore della Serie 20DT: introdotto nella seconda metà del 1996, era anche quello prestazionalmente di livello inferiore. Era infatti sovralimentato da un turbocompressore sprovvisto di intercooler. Il rapporto di compressione era pari a 18.5:1 e la potenza massima raggiungeva 82 CV a 4300 giri/min. Quanto alla coppia massima, essa raggiungeva 185 Nm pressoché costanti tra 1800 e 2500 giri/min.

Questo motore, rispondente alla normativa Euro 2,  è stato montato su:
- Opel Astra G 2.0 16v DI (1998-2002);
- Opel Vectra B 2.0 16v DI (1996-2000);
- Opel Zafira A (1999-2000).

Nel 1999, sulla Vectra B, questo motore è stato leggermente ritoccato, consentendo alla coppia motrice di raggiungere i suoi 185 N·m già a 1500 giri/min.

### X20DTH
Nel 1997 è stata introdotta una variante più prestante. Si tratta in pratica dello stesso motore appena visto, ma dotato di scambiatore di calore (intercooler), in modo da permettere il raggiungimento di prestazioni più alte. La potenza massima può così raggiungere 101 CV a 4300 giri/min, mentre la coppia motrice raggiunge il suo picco di 205 N·m a 1600 giri/min, mantenendoli costanti fino a 2750 giri/min.

Per evitare che le maggiori sollecitazioni provocassero fastidiose vibrazioni, il motore è stato dotato di due contralberi di equilibratura.

Questo motore è stato montato su:
- Opel Vectra B 2.0 16v DTI (1997-2000);
- Opel Omega B 2.0 16v DTI (1997-2000).

Analogamente all'unità meno potente, nel 1999 sulla Vectra B, la curva di coppia ha subito una leggera miglioria, che ha consentito di avere la coppia massima in un arco maggiore di utilizzo (tra 1650 e 3000 giri/min).

### Y20DTL
Il motore Y20DTL è la variante Euro 3 dell'unità motrice X20DTL. Le caratteristiche principali sono immutate, cambia solamente il range di erogazione della coppia massima, che stavolta è tra 1500 e 2750 giri/min. Questo motore ha trovato applicazione unicamente sulle Opel Astra G 2.0 16v DI prodotte dal 2002 al 2004.

### Y20DTH
Analogamente al discorso fatto per il motore Y20DTL, il motore Y20DTH è la variante Euro 3 del corrispondente motore X20DTH. Anche in questo caso, se si escludono gli accorgimenti necessari al passaggio da Euro 2 ad Euro 3, questo motore non ha grosse differenze rispetto al suo predecessore. In genere, la potenza massima di 101 CV è disponibile a 4000 giri/min anziché 4300, mentre la coppia massima sale a 230 N·m disponibili in diversi archi di utilizzo a seconda del modello.

Le applicazioni di questo motore sono riportate di seguito:
- Opel Astra G 2.0 16v DTI (1999-2004);
- Opel Vectra B 2.0 16v DTI (2000-02);
- Opel Vectra C 2.0 16v DTI (2002-04);
- Opel Signum 2.0 16v DTI (2003-04);
- Opel Zafira A 2.0 16v DTI (2000-04).